# Augusta Hall
Augusta Hall, baronesa Llanover (21 de marzo de 1802 - 17 de enero de 1896), nacida Augusta Waddington, conocida también como Lady Llanover, fue una heredera galesa, conocida como mecenas de las artes galesas.

## Primeros años
Nació cerca de Abergavenny, en el país de Gales. Era la hija menor de Benjamin Waddington de Ty Uchaf, y su esposa, Georgina Port. Era la heredera de la finca de los Llanover en Monmouthshire.

## Matrimonio
En 1823, Augusta se convirtió en la esposa de Benjamin Hall. Su matrimonio unió a grandes propiedades del sur de Gales de Llanover y Abercarn.
Benjamin Hall —1802-1867, de quien se dice que fue nombrado «Big Ben», ya que era Comisionado de Obras en 1855 cuando se construyó la Torre del Reloj del Parlamento—, fue durante algunos años miembro del Parlamento de Monmouth, pero fue trasladado a un cargo en Londres justo antes del levantamiento de Newport que trajo consigo una época turbulenta en Monmouthshire. Fue designado primer barón en 1838, y entró en la Cámara de los Lores en 1859 bajo el Primer Ministro Palmerston, como Barón de Llanover. Sin embargo, su esposa lo eclipsó en vida y en la reputación posterior.

## Llanover Hall
En 1828, la pareja encargó a Thomas Hopper la construcción de Llanover Hall para ellos. Fue diseñado como una especie de centro de arte, así como una casa familiar.
Lady Llanover siempre había estado interesada en los estudios celtas. Su hermana, Frances, se había casado previamente con un embajador alemán en Gran Bretaña, Christian Karl Josias von Bunsen barón de Bunsen, cuyo círculo social también estaba interesado en temas y cultura celtas.
Lady Llanover fue muy influenciada por el bardo local, Thomas Price (Carnhuanawc), a quien conoció en un Eisteddfod local en 1826. Carnhuanawc le enseñó la lengua galesa; ella tomó el nombre de bardo «Gwenynen Gwent», ('la abeja de Gwent'). Se convirtió en una de los primeros miembros de Cymreigyddion y Fenni. Su galés nunca se consideró fluido pero era una defensora extremadamente entusiasta de todas las cosas galesas. Estructuró su casa en el Llanover Hall sobre lo que ella consideraba tradiciones galesas y dio a todo su personal títulos de galés y trajes galeses para vestir.
Su marido compartía su preocupación por la preservación del patrimonio de Gales, e hizo campaña para que los galeses pudieran escuchar los servicios de la iglesia en lengua galesa.

## Traje tradicional galés

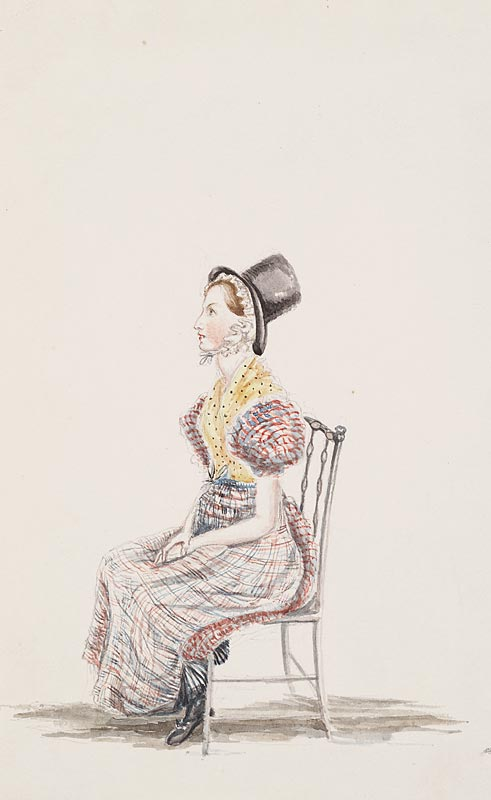
Una acuarela de traje tradicional galés encargada por Augusta Hall. 1830.

En el Eisteddfod de Cardiff en 1834, ganó el primer premio por su ensayo sobre The Advantages resulting from the Preservation of the Welsh language and National Costume of Wales, que se publicó en galés e inglés en 1836. Probablemente encargó una serie de acuarelas de trajes galeses que ilustran la indumentaria que llevaban las mujeres del sur de Gales y de Cardiganshire, trece de las cuales se reprodujeron como impresiones coloreadas a mano poco después de 1834 —aunque no se publicaron con el ensayo—. Se trataba de poco más que estampados de moda para ella misma y sus amigas poder crear vestidos para ellas y sus sirvientes y ser usados en ocasiones especiales, especialmente en los bailes de disfraces. Aunque le gustaba ver a las mujeres de Gales vestidas con lana de Gales hilada en casa en lugar de los ligeros y baratos algodones que se estaban haciendo populares en la década de 1830, hay muy pocas pruebas que demuestren que tuvo alguna influencia en el uso de los trajes galeses aparte de sus sirvientes, familia y amigos, y no hay pruebas firmes que sugieran que influyó en lo que más tarde se adoptó como el traje nacional de Gales. Alentó la producción de rayas y cuadros tradicionales en tela de lana y ofreció premios por buenos ejemplos de estos en los Eisteddfodau, sin embargo, pocos participantes, y la tejedora de la fábrica de Gwenfrwd, en su propia finca, se llevó muchos de los premios.

## Otros logros
En 1850, ayudó a fundar Y Gymraes, la primera publicación periódica en galés para mujeres. Sus otros intereses incluían la gastronomía de Gales (The First Principles of Good Cookery publicado en 1867) y la música folclórica; alentó la producción y el uso de la tradicional arpa triple galesa, empleando a un arpista residente en Llanover Hall.
Fue patrona de la Sociedad de Manuscritos Galeses, de la Institución Colegial Galesa en Llandovery, financió la compilación de un diccionario galés por Daniel Silvan Evans. Compró manuscritos galeses de Taliesin Williams, Taliesin ab Iolo y la colección de Iolo Morganwg (Edward Williams) (ahora en el Museo Nacional de Gales en Cardiff).
Colaboró con músicos galeses como Maria Jane Williams, una destacada arpista, vocalista y guitarrista, y Henry Brinley Richards, un destacado compositor conocido por escribir "God Bless the Prince of Wales", y ella misma produjo una  Collection of Welsh Airs.

## El movimiento de templanza
Otro de sus principales intereses era el movimiento antialcohólico, por lo que cerró todos los pubs de su propiedad, abriendo a veces una modesta posada antialcohólica en su lugar, como la posada antialcohólica Y Seren Gobaith ('la Estrella de la Esperanza'), que reemplazó al Red Lion en Llanellen. Era una crítica abierta y de toda la vida de los males del alcohol. Estrechamente asociada a su trabajo sobre la templanza estaba la religión en forma de protestantismo militante y dotó a dos iglesias metodistas calvinistas en el área de Abercarn, con servicios realizados en lengua galesa, pero una liturgia basada en el Libro de Oración Común.
Sobrevivió a su marido casi treinta años, viviendo hasta bien entrados los noventa. Solamente una de sus hijas sobrevivió hasta la edad adulta: Augusta, que en 1846 se casó con Arthur Jones de Llanarth, de una antigua familia católica. Su hijo, Ivor Herbert, primer barón de Treowen, fue ascendido a general de división durante la Primera Guerra Mundial.